# Malcolm Reed

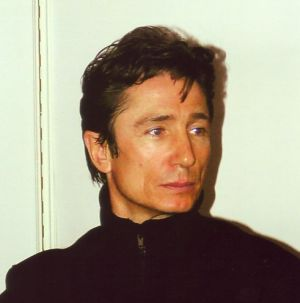
Fotografia de l'actor Dominic Keating.

Malcolm Reed és un personatge de l'univers fictici Star Trek que surt a la sèrie Star Trek: Enterprise, és interpretat per Dominic Keating.
Reed és anglès, i és, en moments diferents, l'oficial tàctic i oficial arsenal a bord de la nau espacial Enterprise (NX-01). Té el rang de tinent.
Els pares d'en Reed són l'Sturart i la Mary, i té una germana, la Madelina, no obstant tot i ser família, saben poca cosa d'ell, ja que és molt reservant, fins i tot amb la seva família.
L'oncle d'en Reed era de la Royal Navy, tenia por a l'aigua (concretament al pensament de morir ofegat) però tot i així es fa fer a la mar i va donar la vida salvant els seus companys. És el seu heroi i model a seguir, no només pel seu acte heroic sinó perquè ell també té por a l'aigua. És un dels pocs membres de la seva família que no es va unir a la Royal Navy, fet que l'allunyà del seu pare i que no es parlin des de fa anys.